# Багамский креольский язык
Багамский креольский язык распространён на Багамских островах и островах Теркс и Кайкос. Это креольский язык на основе английского. Общее число носителей — около 400 тысяч человек.
Существуют вариации языка на разных островах, в разных населённых пунктах. Общие черты прослеживаются с другими креольскими языками на основе английского на Карибских островах (ямайский, барбадосский и др.), а также с языком гулла (наречие субэтноса гулла, проживающего в районе атлантического побережья штатов Джорджия и Южная Каролина: на Багамах проживает большое количество потомков рабов африканского происхождения из этого региона).